# Yanartaş

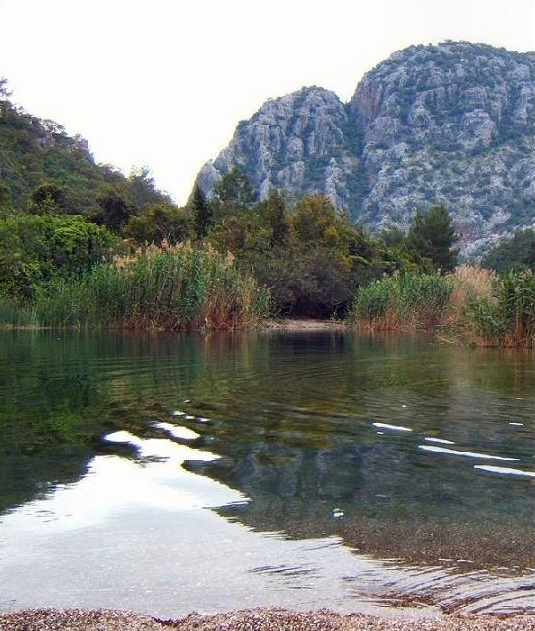
Aguas cerca de Yanartaş

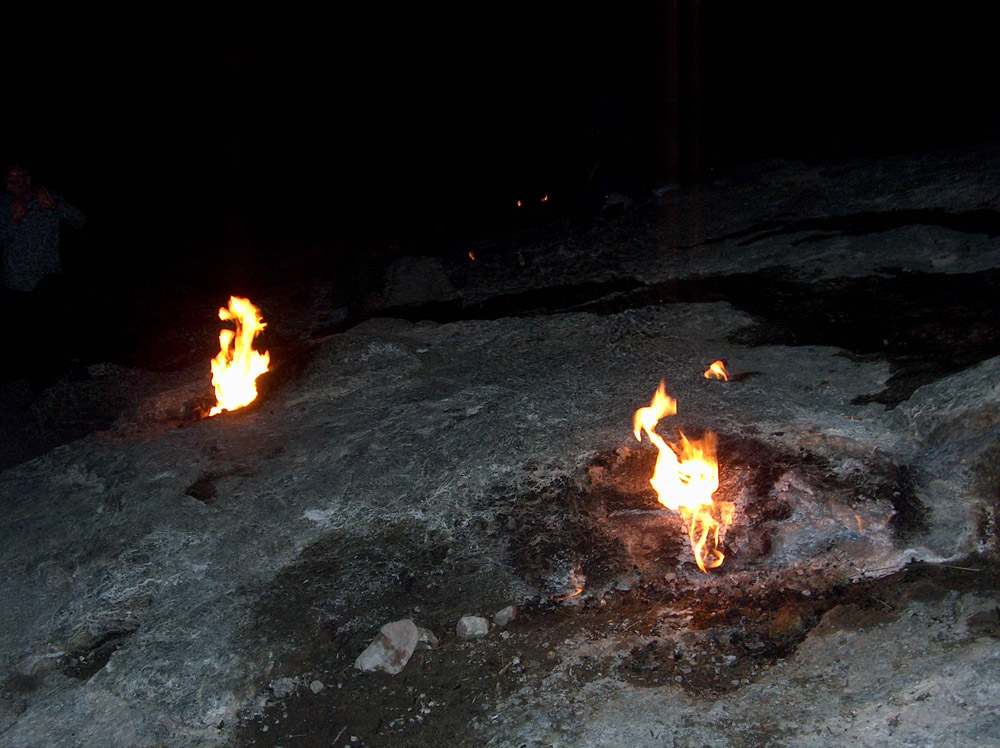
Fuegos naturales en Yanartaş.

Yanartaş, declarado como el antiguo monte Quimera, es el nombre del accidente geográfico cerca del valle de Olimpo y el Parque nacional costero Beydağları en la costa de la provincia de Antalya en el sudoeste turco a unos cuarenta kilómetros al sudoeste de la ciudad de Antalya, entre el distrito central de Kemer y la ciudad de Beldibi, cerca de la actual Tekirova.
Se caracteriza por un fuego permanente causado por emisiones de metano y el área se localiza en una senda popular para excursionistas y senderistas en el camino Licio.
Llamado en turco Yanartaş (rocas ardientes), el lugar consiste en unas dos docenas de aberturas en el suelo, agrupadas en dos conjuntos en la ladera por encima del templo de Hefesto a unos 3 kilómetros al norte del pueblo de Çirali, cerca de la antigua Olimpo, en Licia. Los agujeros emiten metano que se cree tiene un origen metamórfico. En tiempos antiguos, los marineros podían navegar gracias a las llamas, pero hoy suelen ser más usadas para hervir el té, las llamas tienen poca utilidad para la navegación actual.
El lugar fue identificado como el antiguo monte Quimera por Sir Francis Beaufort en 1811 y descrito por T. A. B. Spratt en su Viaje por Licia, Micias y el Cibirato, en compañía del más tarde reverendo E.T. Daniell. El debate sobre la conexión entre el mito y el lugar exacto de Quimera fue originado en 1844 por Forbiger, y George E. Bean fue de la opinión de que el nombre fue alloctonous y debería haber sido transferido aquí desde su localización original más al oeste, como citó Estrabo, debido a la presencia del mismo fenómeno y los fuegos.
Yanartaş es también el título de una novela de 1970 del escritor turco Mehmet Seyda que no guarda ninguna relación con la localización en cuestión.